# Naissance en 1246
Naissance
- 1242
- 1243
- 1244
- 1245
- 1246
- 1247
- 1248
- 1249
- 1250

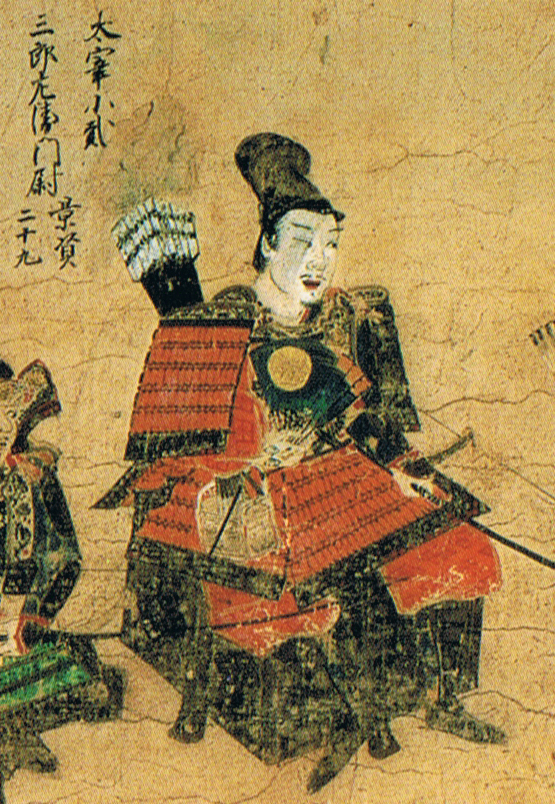
Shōni Kagesuke, né en 1246.

Cette page dresse une liste de personnalités nées au cours de l'année 1246 :
- 24 mars : Henri Bate de Malines, philosophe, théologien, astronome, astrologue, poète et musicien malinois.
- John (VII) FitzAlan (en), noble anglais (Comte d'Arundel).

- Konoe Motohira, noble de cour japonais (kugyō).
- Nâsir ud-Dîn Mahmûd, sultan de Delhi de la dynastie des esclaves.
- Drakpa Odzer (en), précepteur impérial tibétain.
- Shōni Kagesuke (ja)
- Takezaki Suenaga, obligé de la province de Higo au Japon, qui prend part à la bataille de Bun'ei et à la bataille de Kōan au cours des invasions mongoles du Japon.
- Xenia de Tarusa (en), princesse consort russe.